# Брајан Мбеумо
Брајан Тетсадонг Марсо Мбеумо (фр. Bryan Tetsadong Marceau Mbeumo; Авалон, 7. август 1999) професионални је камерунски фудбалер француског порекла који тренутно игра у енглеској Премијер лиги за Манчестер јунајтед и репрезентацију Камеруна на позицији нападача.
Мбеумо је изданак академије Троа где је започео своју сениорску каријеру 2018. године. Прешао је у Брентфорд 2019. године и био је члан њиховог тима који је изборио промоцију у Премијер лигу 2021. године. 2025. године потписао је за Манчестер јунајтед.
Иако је играо за Француску у омладинској конкуренцији, Мбеумо је одлучио да представља Камерун и дебитовао је за њих 2022. године. Крајем те године, уврштен је у тим Камеруна за Светско првенство, играјући у три утакмице.